# پاول شولتس
پاول شولتس (چکی: Pavel Šulc؛ زادهٔ ۲۹ دسامبر ۲۰۰۰) بازیکن فوتبال اهل جمهوری چک است.
از باشگاه‌هایی که در آن بازی کرده است می‌توان به باشگاه فوتبال ویکتوریا پلزن اشاره کرد.
وی همچنین در تیم‌های ملی فوتبال زیر ۲۱ سال جمهوری چک، و جمهوری چک بازی کرده است.